# جودي غان
جودي غان (بالإنجليزية: Judy Gunn)‏ هي ممثلة بريطانية (وحملت سابقاً جنسية المملكة المتحدة لبريطانيا العظمى وأيرلندا)، ولدت في 10 فبراير 1915 في المملكة المتحدة، وتوفيت في 19 أبريل 1991 بلندن في المملكة المتحدة.

## وصلات خارجية
- جودي غان على موقع IMDb (الإنجليزية)
- جودي غان على موقع قاعدة بيانات الفيلم (الإنجليزية)